# Hilde Linzen-Gebhardt
Hilde Linzen-Gebhardt (* 27. August 1890 in Wahrenbrück; † 28. Dezember 1965 in Weimar) war eine deutsche Malerin.

## Leben und Werk
Der Vater von Hilde Gebhardt starb, als sie acht Jahre alt war. Von 1912 bis 1916 studierte sie bei Fritz Mackensen und Gari Melchers an der Großherzoglichen Kunstschule in Weimar. Von 1916 bis 1918 war sie dort Meisterschülerin bei Robert Weise.
1918 heiratete sie den Maler Heinrich Linzen. Beide hatten einen Sohn. Von 1919 bis 1920 studierte Hilde Linzen-Gebhardt am Weimarer Bauhaus. Danach arbeitete sie als freischaffende Künstlerin in Weimar. Sie wurde eine der bedeutendsten Weimarer Porträt- und Stillleben-Malerinnen der 1920er Jahre. 1923 war sie an einer großen Ausstellung im damaligen Landesmuseum Weimar beteiligt, mit der ihr künstlerischer Erfolg begann. In der Folgezeit hatte sie Ausstellungsbeteiligungen in Rotterdam (1923), Aachen (1926), Nürnberg (1928), Hannover (1929), Eisenach (1930), Erlangen (1932) und Bamberg (1932). 1920 erhielt Hilde Linzen-Gebhardt von Walther Klemm den Auftrag, die Kinder des Textilindustriellen Paul Schulenburg zu malen. Dem folgten bis in die 1930er Jahre für sie und ihren Mann weitere Aufträge von Schulenburg.
Auch nach 1945 arbeitete sie in Weimar als freischaffende Künstlerin. Die spätere Kostümbildnerin Eleonore Kleiber nahm bei ihr Privatunterricht. 1947 war sie auf der 1. Landesausstellung Bildender Künstler Thüringens in Erfurt und 1948 in Weimar auf der Ausstellung „Künstler schaffen. 1945–1948“ teil.  Als ihre Arbeiten nicht für eine Bezirks-Kunstausstellung angenommen wurden, fasste sie das als künstlerische Niederlage auf, was sie bis an ihr Lebensende nicht verkraften konnte und was sie in Depressionen stürzte.
Werke von Hilde Linzen-Gebhardt befinden sich u. a. im Stadtmuseum Weimar und im privaten Geraer Museum Haus Schulenburg.

## Rezeption
1923 urteilte die Thüringische Landeszeitung: Die Bildnisse der Künstlerin „hatten sich von jeher durch eine eingehende Charakteristik der sorgfältig modellierten Köpfe ausgezeichnet, durch das Sprechende der Augen.“
„Ihre Vorliebe gilt den hellen Pastell-Tönen unter Ausnutzung des Licht- und Schattenspiels. Anstelle des expressiven Übersteigerns bis hin zur Form- und Farbverfremdung tritt bei ihr das sensible Aufspüren und Gestalten der spezifischen Wesensqualität eines Menschen (…) in den Vordergrund.“

## Werkbeispiele
(Quelle: )
- Heinrich Lilienfein (1928, Öl)
- Georgius Agricola (Öl; im Bestand der Thüringen-Kliniken „Georgius Agricola“ in Saalfeld)[2]
- Bürgermeister Erich Kloss (1943, Öl; Stadtmuseum Weimar)[4]
- Walther Klemm (1951 Öl)[5][6]

## Einzelausstellungen
- 1958 Weimar, Kunstkabinett